# Греция на руинах Месолонгиона
«Греция на руинах Месолонгиона» (фр. La Grèce sur les ruines de Missolonghi) — картина французского художника Эжена Делакруа, написанная в 1826 году. Находится в коллекции Музея изобразительных искусств Бордо (Франция).

## Сюжет
Картина Делакруа была вдохновлена Третьей осадой Месолонгиона османскими войсками в 1826 году, во время которой многие жители города после длительной, почти годовой, осады решили предпринять попытку массового прорыва из осаждённого города, спасаясь от голода и эпидемий. Попытка закончилась катастрофой, большая часть греков была уничтожена турецкими войсками.

## Описание
Греция изображена в виде коленопреклонённой женщины, занимающей большую часть картины. На ней традиционный греческий костюм, грудь широко обнажена, и она раскинула руки в знак печали. Рука мёртвой жертвы виднеется из-под обломков под её ногами. На заднем плане смуглый мужчина в жёлтом тюрбане, символизирующим врага, водружает в землю флаг.
Картина заимствует элементы из христианства. Действительно, «Греция приняла традиционную молитву в первые века христианства. Синий плащ и белое одеяние, традиционно приписываемые Непорочному Зачатию, усиливают здесь эту аналогию со светской фигурой Девы Марии. Сила образа заключается в резком контрасте между традиционной идеализированной аллегорической моделью и реалистичной сценой без каких-либо уступок идеалу».

## Провенанс
Картина впервые была показана летом 1826 года на выставке, посвящённой борьбе греков за свободу в галерее Лебрен в Париже, и была в основном положительно встречена критикой, но не нашла покупателя. Только в 1852 году город Бордо купил картину для своего музея за 2 500 франков после трудных переговоров с Делакруа.